# Amanda Tapping
Amanda Tapping (n. 28 august 1965 în Rochford, Essex) este o actriță și producătoare canadiană de origine engleză. Ea este cel mai mult cunoscută pentru interpretarea rolului Samantha Carter în Stargate SG-1 și Stargate Atlantis. Momentan este personajul dr. Helen Magnus din serialul Syfy numit Sanctuarul.

## Biografie

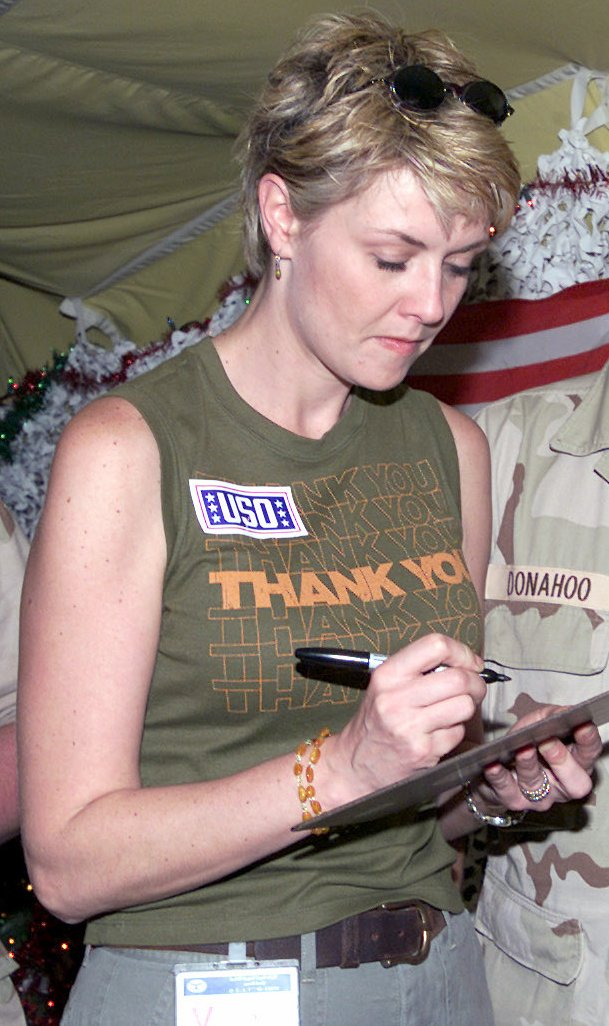
Amanda Tapping

Născută în Rochford, Essex, Anglia, se mută cu familia sa la Ontario, Canada atunci când ea avea trei ani. A studiat la North Toronto Collegiate Institute unde a excelat în știința mediului și teatru.  Cu toate acestea, atunci când a absolvit în 1984, ea a decis să-și concentreze atenția către viața artistică și se înscrie la școala de arte dramatice de la Universitatea din Windsor 
Din 2004 Amanda Tapping locuiește cu soțul ei, Alan Kovacs, în Vancouver, Columbia Britanică. Are o fiică, Olivia B., născută pe 22 martie 2005. Tapping are doi frați în viață, Richard și Christopher. Chris este fratele ei geamăn, care trăiește în Toronto și este administrator de baze de date. Al treilea frate, Steven, a murit în decembrie 2006.

## Cariera actoricească
După absolvire Tapping a continuat să studieze arta teatrală în timp ce desfășoară și cîteva activități de producție. Ea apare în reclame de televiziune și joacă diferite roluri cum ar fi în episoade din serialele Dosarele X sau  La limita imposibilului. De asemena întemeiază o trupă de comedie numită  "Random Acts", în care colaborează cu Katherine Jackson și Anne Marie Kerr, în Toronto la începutul anilor 90.

În rolul lui Samantha Carter, în timpul filmărilor la Stargate: Continuum.

Amanda Tapping este cel mai bine cunoscută pentru rolul Samantha Carter din serialul TV  Stargate SG-1, în care a debutat în 1997. După încheierea filmărilor la SG-1 Tapping a reluat rolul lui Samantha Carter în Stargate Atlantis ca noul comandant al expediției Atlantis (Atlantida). Cu toate acestea, în sezonul cinci  rolul lui Tappings-a redus doar la "apariție specială a unei vedete" cu aparitii ocazionale din cauza alegerii ei de a-și concentra atenția pe dezvoltarea unui noi serial de la canalul Syfy numit Sanctuarul. Acest serial a constat din 13 episoade, care s-au continuat cu 8 episoade difuzate pe internet în 2007, unde scenariul și caracterele sunt în totalitate realizate pe computer. Tapping este și vedetă care interpretează, dar și producator executiv al acestei producții.
În 2007, Tapping a cîștigat Canadian Comedy Award pentru cea mai bună actriță pentru rolul său din filmul de scurtă durată Breakdown.

## Experiența regizorală
Prima experiență ca regizor a fost în timpul sezonului al șaptea al serialului Stargate SG-1 în episodul "Resurrection", scenariul Michael Shanks.  Ea a mai regizat episodul șapte din sezonul al doilea al serialului Refugiul intitulat "Veritas".

## Premii și nominalizări
Tapping a câștigat 6 premii din 13 nominalizări.
| Anul | Premiul               | Categoria | Episod/Film                    | Rezultat     |
| ---- | --------------------- | --- | ------------------------------ | ------------ |
| 2000 | Leo Award             | Cea mai bună interpretare feminină într-un serial dramatic                                                                          | Stargate SG-1: "Point of View" | nominalizare |
| 2000 | Saturn Award          | Cea mai bună actriță de televiziune                                                                                                 | –                              | nominalizare |
| 2001 | Gemini Award          | Best Performance by an Actress in a Continuing Leading Dramatic Role                                                                | Stargate SG-1: "2010"          | nominalizare |
| 2001 | Saturn Award          | Best Supporting Actress on Television                                                                                               | –                              | nominalizare |
| 2002 | Leo Award             | Dramatic Series: Best Lead Performance - Female                                                                                     | Stargate SG-1: "Ascension"     |              |
| 2002 | Saturn Award          | Best Supporting Actress on Television                                                                                               | –                              | nominalizare |
| 2004 | Leo Award             | Dramatic Series: Best Direction | Stargate SG-1: "Resurrection"  | nominalizare |
| 2004 | Leo Award             | Dramatic Series: Best Lead Performance by a Female                                                                                  | Stargate SG-1: "Grace"         |              |
| 2004 | Saturn Award          | Best Supporting Actress on Television                                                                                               | –                              |              |
| 2005 | Leo Award             | Dramatic Series: Best Lead Performance by a Female                                                                                  | Stargate SG-1: "Threads"       |              |
| 2007 | Canadian Comedy Award | Cea mai bună actriță (Film) | Breakdown                      |              |
| 2009 | Constellation Award   | Cea mai bună interpretare feminină în 2008 într-un episod științifico-fantastic de televiziune, film de televiziune sau mini-serial | Stargate: Continuum            | nominalizare |
| 2009 | Constellation Award   | Cea mai bună interpretare feminină în 2008 într-un episod științifico-fantastic de televiziune                                      | Refugiul: "Requiem"            | nominalizare |
| 2009 | Constellation Award   | Contribuția cea mai importantă a unui canadian la filmul științifico-fantastic sau televiziune în 2008                              | –                              | nominalizare |
| 2009 | Leo Award             | Cea mai bună performanță feminină într-o dramă                                                                                      | Stargate: Continuum            | nominalizare |
| 2009 | Leo Award             | Serial dramatic: Cea mai bună interpretare feminină                                                                                 | Refugiul: "Requiem"            |              |
| 2009 | Gemini Award          | Cea mai bună performanță feminină în rolul principal dintr-o dramă                                                                  | Refugiul                       | nominalizare |

## Filmografie
| An   | Titlu                        | Rol                                | Note       |
| ---- | ---------------------------- | ---------------------------------- | ---------- |
| 1996 | What Kind of Mother Are You? | Ingrid Elstad                      |            |
| 1997 | The Donor                    | Cassie                             |            |
| 1997 | Booty Call                   | Dr. Moore                          |            |
| 2001 | The Void                     | Prof. Eva Soderstrom               |            |
| 2002 | Stuck                        | Liz                                |            |
| 2002 | Life or Something Like It    | Carrie Maddox                      |            |
| 2006 | Breakdown                    | Mary Johnson                       | Short film |
| 2008 | Stargate: The Ark of Truth   | Locotenent Colonel Samantha Carter |            |
| 2008 | Stargate: Continuum          | Colonel Samantha Carter            |            |
| 2009 | Dreptate pentru mama mea     | Josephina Rooney                   |            |
| 2012 | Space Milkshake              | Valentina                          |            |
| 2012 | Random Acts of Romance       | Dianne                             |            |
| 2001 | The Void                     | Prof Eva Soderstrom                |            |
| 2013 | Hell in a Handbag            | Mother Superior                    |            |
| 2014 | Kid Cannabis                 | Teressia Lee Franks                |            |
| 2018 | Woodland                     | Donna                              | Voce       |
| 2024 | Levels                       | MEL                                | Voce       |

| An        | Titlu                                 | Rol                                    | Note                                                                                      |
| --------- | ------------------------------------- | -------------------------------------- | ----------------------------------------------------------------------------------------- |
| 1995      | Rent-A-Kid                            | Mrs. Nicely                            | film de televiziune                                                                       |
| 1995      | Net Worth                             | Colleen Howe                           | film de televiziune                                                                       |
| 1995      | The Haunting of Lisa                  | Gina/Angel                             | film de televiziune                                                                       |
| 1995      | Degree of Guilt                       | Marcy                                  | film de televiziune                                                                       |
| 1996      | Remembrance                           | Linda                                  | film de televiziune                                                                       |
| 1996      | Golden Will: The Silken Laumann Story | Kathryn Laumann                        | film de televiziune                                                                       |
| 1994      | Forever Knight                        | Dr. Naomi Ross                         | Episodul: "Near Death"                                                                    |
| 1996      | Flash Forward                         | Miss Yansouni                          | 6 episoade                                                                                |
| 1996      | Due South                             | Audrey McKenna                         | Episodul: "Starman"                                                                       |
| 1996      | The X-Files                           | Carina Sayles                          | Episodul: "Avatar"                                                                        |
| 1997–2007 | Stargate SG-1                         | Captain/Major/Lt. Col. Samantha Carter | 211 episoade                                                                              |
| 1998      | Millennium                            | Dr. Cantor                             | Episodul: "Borrowed Time"                                                                 |
| 1998      | La limita imposibilului               | Cmdr. Kate Girard                      | Episodul: "The Joining"                                                                   |
| 2000      | Blacktop                              | Waitress                               | film de televiziune                                                                       |
| 2004      | Legend of Earthsea                    | Lady Elfarren                          | film de televiziune                                                                       |
| 2004      | Traffic                               | Home owner's wife                      | Miniserial                                                                                |
| 2004–2005 | Proof Positive                        | Host                                   | 10 episoade                                                                               |
| 2005–2009 | Stargate Atlantis                     | Colonel Samantha Carter                | 25 de episoade                                                                            |
| 2006      | Engaged to Kill                       | Detectiv Burns                         |                                                                                           |
| 2007      | Refugiul                              | Helen Magnus                           | 8 web-episoade                                                                            |
| 2008–2011 | Refugiul                              | Helen Magnus                           | 59 episoade                                                                               |
| 2008      | Ghost Hunters                         | Rolul său                              | Episoade: - "Live Show Results" - "Ghost Hunters Live Halloween Special from Ft Delaware" |
| 2009–2010 | Stargate Universe                     | General Samantha Carter                | Episoade: - "Air: Partea 1" - "Incursion (Partea 1)"                                      |
| 2010      | Canadian Comedy Shorts                | Mary Johnson                           | Episodul: Holy War Dance Party                                                            |
| 2012      | Supernatural                          | Naomi                                  | Episodul: A Little Slice of Kevin Episodul: Hunteri Heroici                               |